# ED Bush Stadium
ED Bush Stadium – stadion piłkarski znajdujący się w mieście West Bay na Kajmanach. Swoje mecze rozgrywa na nim drużyna piłkarska Future FC. Stadion może pomieścić 2500 osób.